# Heinrich Georg Winter
Heinrich Georg Winter (1 de octubre de 1848 - 16 de agosto de 1887 ) fue un micólogo, y botánico alemán, y destacado explorador.

## Biografía
Comenzó en 1870, estudiando historia natural en las Universidades de Leipzig, Múnich y de Halle, obteniendo su habilitación en 1875 por la Escuela Politécnica Federal de Zúrich.
Es una autoridad taxonómica de Sordariaceae, una familia de fungi con ascocarpos. En 1880, describió el orden Ustilaginales (fungi con teliosporas). También condujo estudios anatómicos y morfológicos de líquenes incrustados.
Desde 1871 a 1879, coeditor de la revista Hedwigia, y de 1879 hasta su deceso, sirvió como su editor. With Anton de Bary and Heinrich Rehm, he was co-author of Die Pilze Deutschlands, Oesterreichs und der Schweiz.

## Algunas publicaciones
- 1873. Die deutschen Sordarien. Abh. naturf. Ges. Halle 13(1): 65—107.
- 1875. Zur Anatomie einiger Krustenflechten. Flora 58: 129—139.
- 1876. Ueber die Gattung Sphaeromphale. Jahrb. f. wiss. bot. 10: 245—274.
- 1877. Lichenologische Notizien. Flora 60: 177—184, 193—203, 209—214.
- con Anton de Bary y Heinrich Rehm. Die Pilze Deutschlands, Oesterreichs und der Schweiz.[5]
- con Anton de Bary & Heinrich Rehm. 1884. Deutschlands Kryptogamen-Flora oder Handbuch zur Bestimmung der kryptogamischen Gewächse Deutschlands, der Schweiz, der Lombardisch-Venetianischen Königreichs und Istriens: Schizomyceten, Saccharomyceten, und Basidiomyceten. 2 v.

## Reconocimientos

### Eponimia
Géneros de fungi
- Mycowinteria Sherwood, 1986
- Winterella Berl., 1893, nom. illeg. sin. Nitschkia P.Karst. 1873
- Winterella (Sacc.) Kuntze, 1891, nom. dub.
- Winteria Sacc., 1878 sin. Selinia P.Karst. 1876
- Winteria (Rehm) Sacc. 1883, nom. illeg. sin. Mycowinteria Sherwood, 1986
- Winterina Sacc. 1891, nom. dub.
- Winterina Sacc. 1899, nom. illeg. sin. Nitschkia P.Karst. 1873
- Winteromyces Speg. 1912 sin. Gibbera Fr. 1825